# Письменер (село, Нижегородская область)
 Письменер  — село в Тоншаевском районе Нижегородской области.

## География
Расположено на расстоянии примерно 16 км на юг-юго-восток по прямой от районного центра посёлка Тоншаево.

## История
Село известно с 1861 года как деревня, в которой началось строительство церкви. В 1863 году Богородице Рождественская церковь была построена. В 1872 году в селе Письменер (Денисята) отмечено 14 дворов и 82 жителя. С 2004 по 2020 год в составе Ложкинского сельсовета.

## Население
Постоянное население составляло 79 человек (русские 71%, мари 27%) в 2002 году, 63 в 2010.